# デイリーブレッド
デイリーブレッド（英語: Our Daily Bread）は、ODBミニストリーズによって55以上の言語で発行されている日めくり形式の小冊子、およびその日本語版を発行している出版社（有限会社デイリーブレッド）の名称。1956年4月に初版が発行された。小冊子のタイトルは主の祈りの一節から引用した。   

## 有限会社デイリーブレッド
有限会社デイリーブレッドは奈良県生駒市に本社を置く日本の出版社。2004年から日本福音同盟の協力会員。1999年に設立され、翌年12月から日本語版デイリーブレッドの出版と日本語版ウェブサイトの運営を行っている。音声版の収録は太平洋放送協会が行っており、BBN聖書放送日本語版でも放送されている。

### 聖書講解講座
聖書講解講座も実施しており、2011年11月には北海道聖書学院教師の蔡孝全が講座を担当した。